# Инвуд, Майкл
Майкл Инвуд (2 декабря 1944, Лондон — 31 декабря 2021) — британский философ, почётный профессор Тринити-колледжа (Emeritus Fellow of Trinity College, Oxford). Известен своими исследованиями философии М. Хайдеггера, Г. Гегеля, античной философии.

## Книги
- Hegel (1983),
- A Hegel Dictionary (1992),
- «Does the Nothing Noth?» (1999),
- Heidegger: A Very Short Introduction (2000),
- «Truth and Untruth in Plato and Heidegger» (2005),
- A Heidegger Dictionary (2008),
- «Plato’s Eschatological Myths» (2008),
- Hegel: The Phenomenology of Spirit, Translated with Introduction and Commentary (2018).